# Motobi

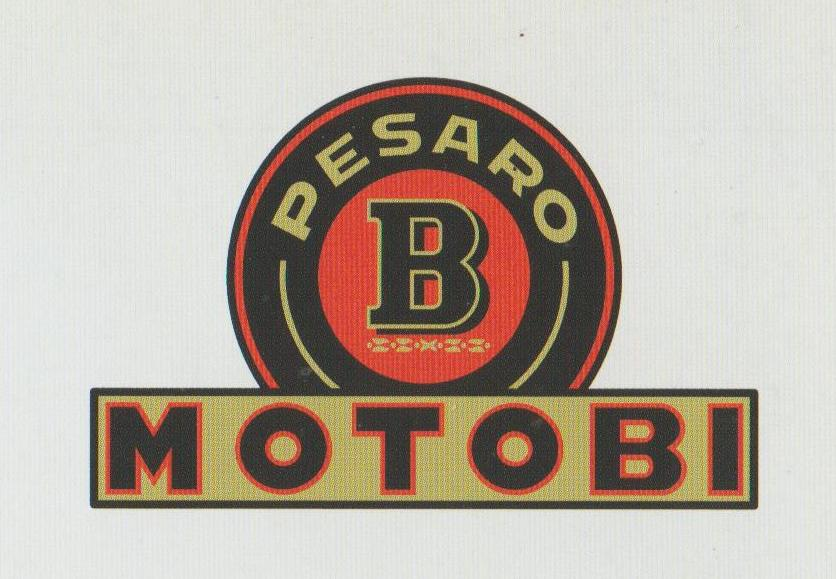
Das Logo von Motobi

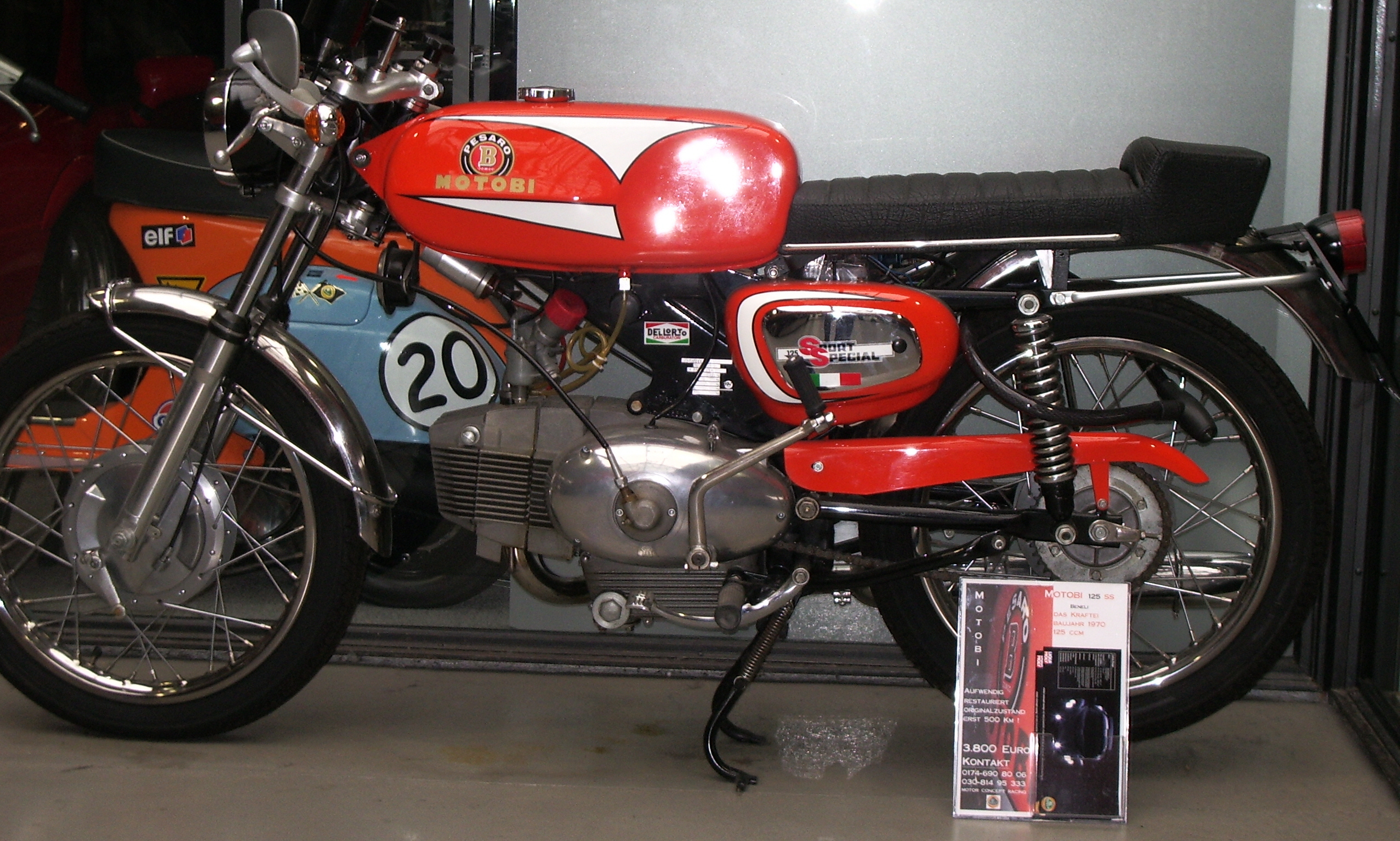
Motobi „Kraftei“ 125 cm³

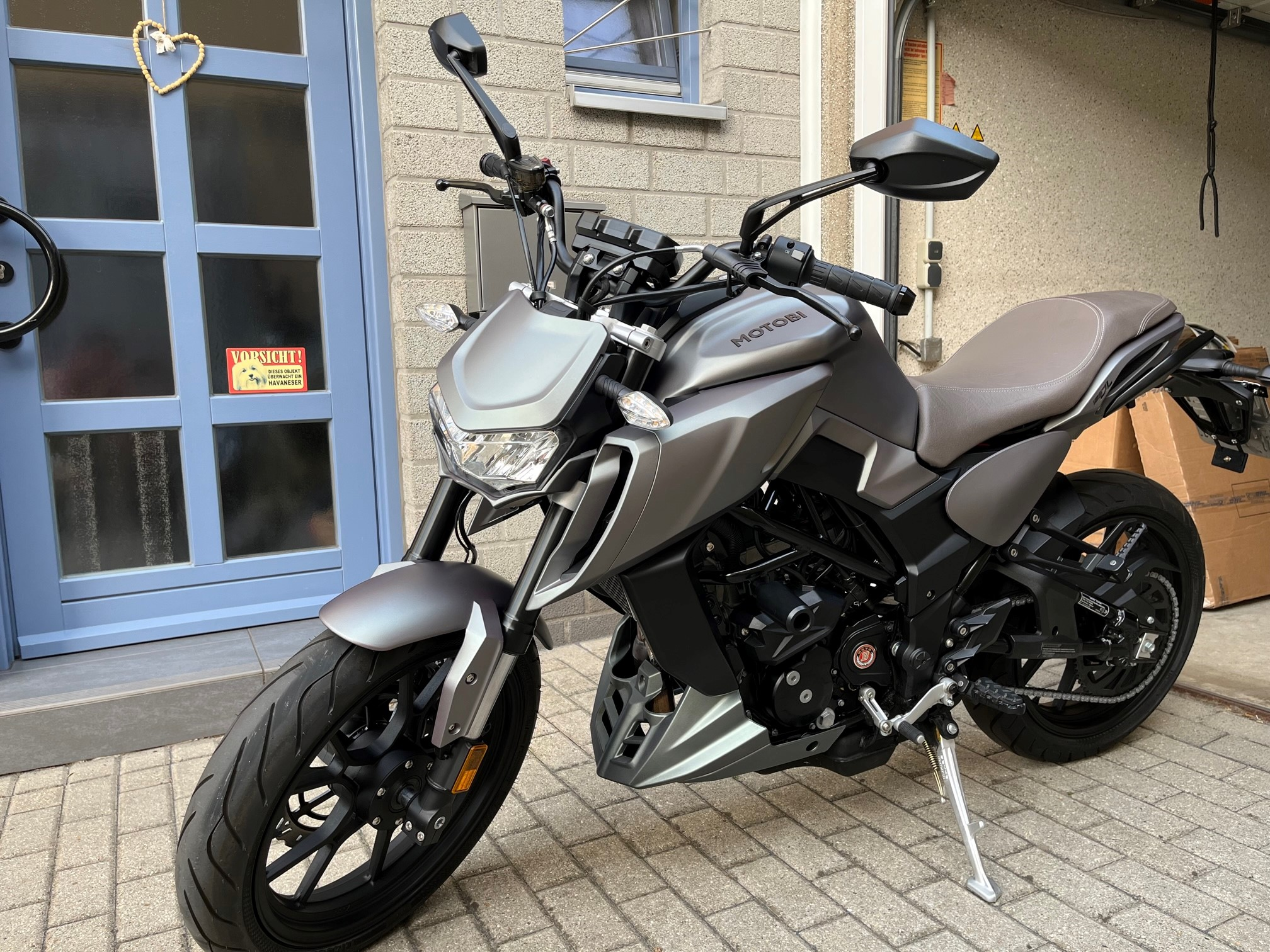
Motobi DL 125

MotoBi war ein italienischer Motorradhersteller. Zwischen 1950 und 1974 wurden unter diesem Markennamen Motorräder produziert.
1950 begann Luigi Benelli, einer der sechs Benelli-Brüder, der sich im Streit vom Stammhaus getrennt hatte, unter der Marke „Moto B“ eine eigene Motorradproduktion in Pesaro.
Das erste Modell, die B 98, besaß bereits einen Kastenrahmen, den sich Luigi Benelli patentieren ließ. Das Fahrzeug wurde mit einem liegenden, drehschiebergesteuerten Einzylinder-Zweitaktblockmotor mit 98 cm³ Hubraum und Dreiganggetriebe angetrieben. 1951 folgte die „B 98 Super“ mit 115 cm³. Das Zweizylindermodell „B 200“ von 1952 zeigte erstmals die für Motobi charakteristische „Eiform“ des Motors („Kraftei“), die an die Riedel Imme erinnert.
1956 wurde der Hubraum auf 250 cm³ erhöht. Ab 1956 wurden Viertakt-Einzylindermotor angeboten, zuerst mit 125 und 175 cm³, ab 1963 mit 200 und ab 1966 auch mit 250 cm³. Besonders die 175-cm³-Catria wurde sehr erfolgreich im Sport eingesetzt. Die in verschiedenen Ausführungen, vom Straßenmodell bis zum Scrambler lieferbaren Modelle wurden in großer Zahl nach Amerika exportiert. Von dem Tuner Zanzani aufgebaute Straßenrennmaschinen mit 250 cm³ wurden sogar in der Motorrad-Weltmeisterschaft eingesetzt.
1962 kehrte Motobi ins Benelli-Stammhaus zurück. Bis 1974 wurden dort unter den beiden Namen Motobi und Benelli liegende OHV-Einzylinder („Kraftei“) produziert. 1971 wurden sie in der Bundesrepublik Deutschland mit 125 cm³ (Hub und Bohrung 54 mm) und 10 PS sowie 250 cm³ (Hub 54 mm, Bohrung 74 mm) und 16 PS in Rückgrat-Pressstahlrahmen ohne Unterzüge angeboten. Die nachfolgenden Modelle hatten dann nichts mehr mit den „Krafteiern“ gemein.
2020 führte Motobi die neue Motobi DL 125 ein, die sehr modern mit italienischen Stil daherkommt.
Entworfen werden die neuen Modelle in Italien, gebaut im asiatischen Raum.

## Konstrukteurs-WM-Ergebnisse (als Moto2-Hersteller)
- 2010 – Vierter
- 2011 – Vierter
- 2012 – Sechster
- 2013 – Fünfter